# کارناوال ارواح
کارناوال ارواح (انگلیسی: Carnival of Souls) یک فیلم مستقل آمریکایی در سبک ترسناک روان‌شناختی با بازی کندس هیلیگاس است که در سال ۱۹۶۲ منتشر شد. هرک هاروی تهیه‌کننده و کارگردان این فیلم بود. این فیلم در آغاز که به صورت دو فیلمه همراه با فیلم پیغام‌آور شیطان اکران شد چندان مورد توجه قرار نگرفت اما اکنون فیلمی کالت در نظر گرفته می‌شود. داستان فیلم در مورد زنی جوان است که پس از یک تصادف ماشین زندگی‌اش آشفته می‌شود و خودش را در پاویون کارناوالی متروکه می‌یابد.

## کتابشناسی
- Olson, Christopher J. (2018). 100 Greatest Cult Films. Lanham, Maryland: Rowman & Littlefield. ISBN 978-1-442-21104-9.